# Vita (India)
Vita (o Vite) è una città dell'India di 41.797 abitanti, situata nel distretto di Sangli, nello stato federato del Maharashtra. In base al numero di abitanti la città rientra nella classe III (da 20.000 a 49.999 persone).

## Geografia fisica
La città è situata a 17° 16' 60 N e 74° 32' 60 E e ha un'altitudine di 707 m s.l.m..

## Società

### Evoluzione demografica
Al censimento del 2001 la popolazione di Vita assommava a 41.797 persone, delle quali 21.606 maschi e 20.191 femmine. I bambini di età inferiore o uguale ai sei anni assommavano a 5.468, dei quali 2.891 maschi e 2.577 femmine. Infine, coloro che erano in grado di saper almeno leggere e scrivere erano 30.279, dei quali 16.998 maschi e 13.281 femmine.